# Kabinett Drake-Bövers
Das Kabinett Drake-Bövers bildete von 24. Mai 1945 bis 23. November 1946 die letzte Landesregierung des Freistaates Schaumburg-Lippe.
Zunächst gehörte das Gebiet von Schaumburg-Lippe zum Bezirk der britischen Provinzialmilitärregierung Westfalen. Am 24. Mai 1945 wurde eine neue schaumburg-lippische Landesregierung unter Staatsrat Heinrich Bövers eingesetzt.
Die Hauptaufgabe der Landesregierung war die Vorbereitung der Vereinigung des Landes mit den sich bildenden Ländern Nordrhein-Westfalen oder Niedersachsen, wobei die vorläufige Zuordnung zu Westfalen zu mehrfachen organisatorischen Änderungen führte. So wurde am 15. Juni 1945 der bisher nur für das Land Lippe zuständige Landespräsident Heinrich Drake auch Landespräsident von Schaumburg-Lippe und war damit der Regierung Bövers formal übergeordnet. Die Stellung des Landespräsidenten entsprach der eines Präsidenten auch im staatsrechtlichen Sinne und ähnelte damit der Kompetenzzuordnung in der NS-Zeit, in der der schaumburg-lippische Landespräsident dem Reichsstatthalter und Gauleiter von Westfalen-Nord untergeordnet war.
Nach politischen Unstimmigkeiten um die Beteiligung der SPD und Vorwürfen um mutmaßliche Verwicklungen von Mitgliedern der Landesregierung in der NS-Diktatur wurde die Landesregierung am 4. Dezember 1945 umgebildet, wobei Hermann Winkelmann ausschied und Heinrich Lorenz (SPD) nachrückte. Lorenz war schon in der Zeit der Weimarer Republik führender SPD-Politiker in Schaumburg-Lippe und war mehrere Jahre Ministerpräsident.
Zum 15. Mai 1946 wurde die Frage der Zugehörigkeit Schaumburg-Lippes durch die Unterstellung unter die Militärregierung Hannover und damit unter die Provinz Hannover zugunsten des späteren Niedersachsen entschieden, welches rückwirkend zum 1. November 1946 gegründet wurde. Die Landesregierung wurde zum 23. November aufgelöst und in eine „Landesregierungs-Abwicklungsstelle“ umgewandelt, die aus Heinrich Bövers und Heinrich Naujoks bestand. Sie sollte unter anderem die aus dem Zusammenschluss erwachsenen Anschlussfragen und die Vermögensauseinandersetzung mit dem Land Niedersachsen um das Dominialgut klären, erreichte dies aber bis zu ihrer Auflösung zum 1. Juli 1950 nicht. Eine für Schaumburg-Lippe eher unbefriedigende Regelung kam erst 1960 zustande.
Das bisherige Land bildete von Sommer 1948 an den Landkreis Schaumburg-Lippe im Land Niedersachsen, der 1977 mit dem ehemaligen Landkreis Grafschaft Schaumburg zum Landkreis Schaumburg vereinigt wurde.
| Amt                                                                                        | Name                                                                                                   | Partei                               |
| ------------------------------------------------------------------------------------------ | --- | ------------------------------------ |
| Landespräsident, ab 15. Mai 1946 übergegangen auf den Oberpräsidenten der Provinz Hannover | Heinrich Drake, 15. Juni 1945 bis 15. Mai 1946 Hinrich Wilhelm Kopf, ab 15. Mai 1946                   | SPD                                  |
| Staatsrat                                                                                  | Heinrich Bövers                                                                                        | parteilos (vor der NS-Diktatur: DDP) |
| Mitglied der Landesregierung                                                               | Hermann Winkelmann, 24. Mai bis 4. Dezember 1945 Heinrich Naujoks Heinrich Lorenz, ab 4. Dezember 1945 | parteilos SPD                        |